# Дилун
Дилун (лат. Dilong, от кит. трад. 帝龍) — род хищных тероподных динозавров из надсемейства тираннозавроид, живших во времена мелового периода (130,0—122,46 млн лет назад) на территории современного Китая. Включает единственный вид — Dilong paradoxus.  Один из самых ранних представителей надсемейства.

## Название

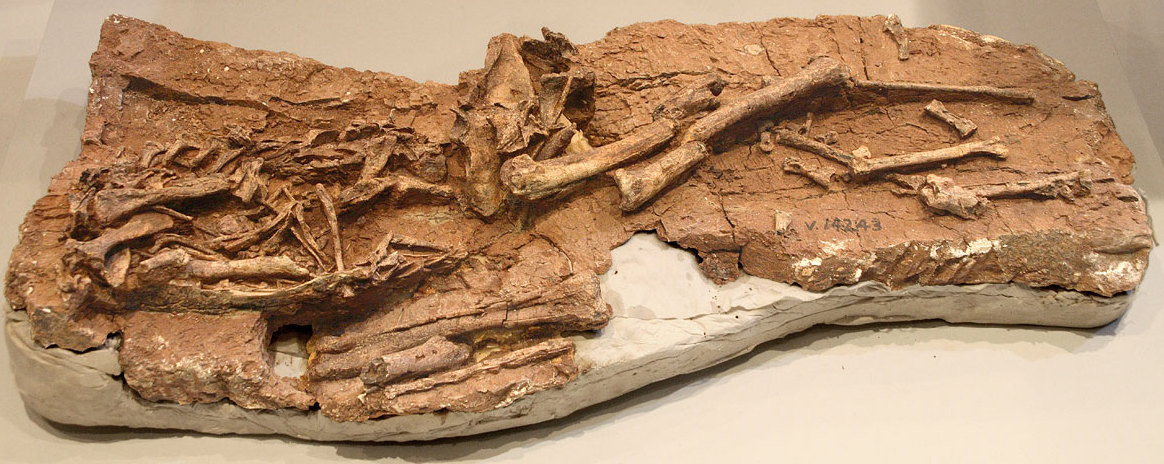
Голотип (образец IVPP V14243)

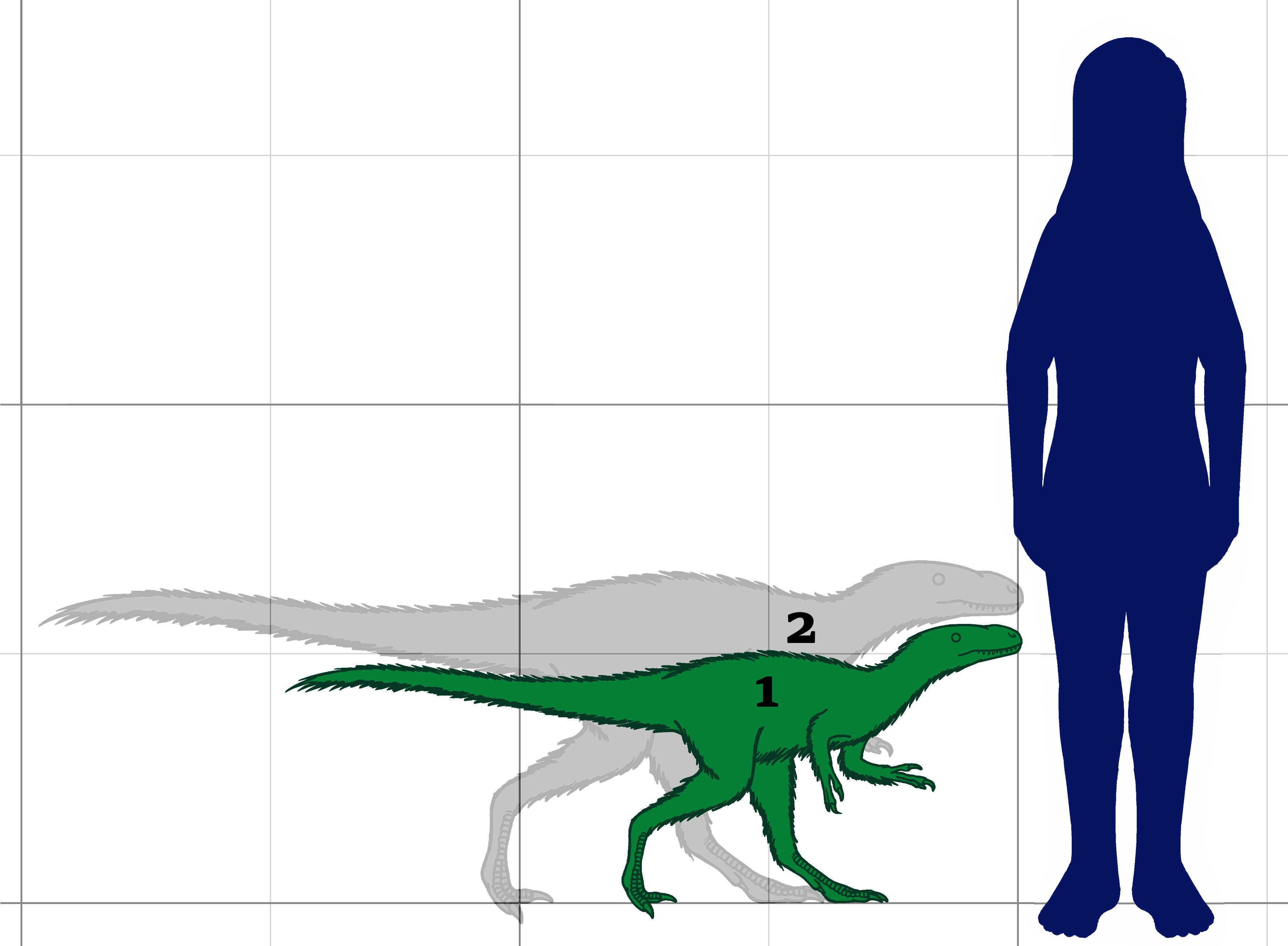
Дилун в сравнении с человеком.
1. IVPP V14243 (голотип; подростковая особь).
2. Гипотетический размер взрослой особи.

Имя динозавра имеет китайское происхождение. Китайское слово 帝 dì означает «император», а слово 龙/龍 lóng означает «дракон». Вместе они как бы подчеркивают близкое родство с Tyrannosaurus rex, известному как «король» тираннозаврид. Слово «long» используется в китайском языке как эквивалент динозавра, также, как латинское -saur(us) используется в западноевропейских языках.

## Описание
В длину достигал около 2 метров. Были найдены отпечатки покровов с перьями, так что есть основания полагать, что дилун имел оперение.
Является сестринским таксоном для семейства Proceratosauridae.